# NGC 3352
NGC 3352 (również PGC 32025 lub UGC 5851) – galaktyka soczewkowata (S0), znajdująca się w gwiazdozbiorze Lwa. Odkrył ją Édouard Jean-Marie Stephan 19 marca 1880 roku. Jest to galaktyka z aktywnym jądrem typu LINER.